# フォークランド子爵
フォークランド子爵（英語: Viscount Falkland）は、スコットランド貴族の子爵位。
1620年にヘンリー・ケアリーが叙されたのに始まる。

## 歴史

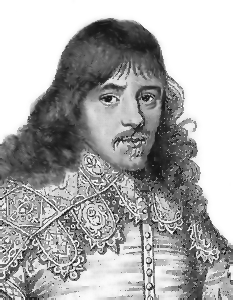
第2代フォークランド子爵ルーシャス・ケアリー

1620年11月10日に庶民院議員ヘンリー・ケアリーが「ケアリー卿(Lord Cary)」とともに叙されたのに始まるスコットランド貴族爵位である。彼はイングランドの人間であり、スコットランドには何の縁も無かった。
彼の息子、2代子爵ルーシャス(1610–1643)は後のクラレンドン伯爵エドワード・ハイドの同志で清教徒革命（イングランド内戦）時の庶民院議員で穏健派（穏健進歩派、後に穏健王党派）のリーダー的存在だった。しかし第一次イングランド内戦で王党派と議会派の和平を探ったが失敗、国王チャールズ1世が強硬派に傾き、理想と現実の落差に絶望した2代子爵は1643年の第一次ニューベリーの戦いで戦死した。
その息子にあたる4代子爵ヘンリー(1634–1663)は兄を継承して子爵となり、オックスフォードシャーの庶民院議員や統監を務めた。彼の息子、5代子爵アンソニー(1656–1694)は庶民院のいくつかの選挙区から当選してトーリー党の議員となり、1693年から翌1694年にかけて海軍大臣を務めた。
5代子爵アンソニーが男子を持たなかったため、爵位ははとこである6代子爵ルーシャス(1687–1730)に引き継がれた。彼は初代子爵の第5子パトリック・ケアリー(c.1623–1657)の孫である。6代子爵ルーシャスは、流浪の身であったステュアート王家（ジャコバイト王位継承者）のジェームズ・フランシス・エドワード・ステュアートによって、1722年12月13日にフォークランド伯爵に叙せられ、ジャコバイト爵位を手に入れた。また彼は、ローマ・カトリックを容認していた。
彼の玄孫の10代子爵ルーシャス・ベンティンク・ケアリー(1803–1884)は、植民地行政官を務めた自由党の政治家であった。1832年に彼は連合王国貴族の「ヨーク州におけるスクータースケルフィのハンスドン男爵(Baron Hunsdon, of Scutterskelfe in the County of York)」に叙された。これによって彼は自動的に貴族院に議席を持ったが、子供を残せなかったため、彼の死とともにこの爵位は廃絶した。
一方2つのスコットランド貴族爵位は彼の弟の11代子爵プランタジネット(1806–1886)に引き継がれた。彼は海軍軍人であり、提督(海軍大将、Admiral)まで昇進している。
彼の甥、バイロン(1845–1922)が12代子爵となった。彼は陸軍軍人としてキャリアを積んだ後、スコットランドの貴族代表議員を1894年から1922年まで務めた。その後、息子のルーシャス(1880–1961)が爵位を引き継いで13代子爵となり、貴族代表議員を1922年から1931年まで務めた。1961年に爵位はその息子ルーシャス・ヘンリー(1905–1984)に引き継がれ、1984年にその息子ルーシャス (1935-)に引き継がれた。この15代子爵ルーシャスは1999年の貴族院法 (1999年)で認められた90人の世襲貴族の一人である。フォークランド子爵は、自由民主党側の席に座っている。

## 名跡
フォークランド子爵の名は、スコットランド王家の宮殿で、ファイフ・フォークランドにあるフォークランド宮殿にちなむ。しかし2つのスコットランド貴族の称号を保有しながらも、先述の通り、ケアリー家はイングランド出身である。
ウェストミンスター宮殿の聖ステファンホールにはフォークランド子爵の像が建っている。1909年4月27日、マージャリー・ヒュームという名の女性参政権活動家が自らを彼の像に縛り付け、「不言実行」と叫んだ。鎖が取り外された時、子爵の右の靴の先端が壊れてしまい、今日でもこれを見る事が出来る。彼の像は剣の部分も壊れているが、この運動によって壊れたと言うのはよくある誤解であり、実際に壊れたのは聖ステファンホールに設置されてすぐの事であった。
また、フォークランド諸島の名は17世紀末に5代フォークランド子爵アンソニー・ケアリーが海軍主計長官だったため、彼の爵位名から付けられた物である。

## 現当主の保有爵位
現在の当主第15代フォークランド子爵ルーシャス・ケアリーは以下の爵位を保有している。
- 第15代フォークランド子爵 (15th Viscount of Falkland)
(1620年11月10日の勅許状によるスコットランド貴族爵位)
- 第15代ケアリー卿 (15th Lord Cary)
(1620年11月10日の勅許状によるスコットランド貴族爵位)

## フォークランド子爵 (1620年)
- 初代フォークランド子爵ヘンリー・ケアリー（英語版） (c. 1575–1633)
- 2代フォークランド子爵ルーシャス・ケアリー (1610–1643)
- 3代フォークランド子爵ルーシャス・ケーリー (1632–1649)
- 4代フォークランド子爵ヘンリー・ケアリー（英語版） (1634–1663)
- 5代フォークランド子爵アンソニー・ケアリー（英語版） (1656–1694)
- 6代フォークランド子爵ルーシャス・ヘンリー・ケアリー (1687–1730)
- 7代フォークランド子爵ルーシャス・チャールズ・ケアリー (c. 1707–1785)
- 8代フォークランド子爵ヘンリー・トーマス・ケアリー (1766–1796)
- 9代フォークランド子爵チャールズ・ジョン・ケアリー (1768–1809)
- 10代フォークランド子爵ルーシャス・ベンティンク・ケアリー（英語版） (1803–1884)
- 11代フォークランド子爵プランタジネット・ピアポント・ケアリー（英語版） (1806–1886)
- 12代フォークランド子爵バイロン・プランタジネット・ケアリー (1845–1922)
- 13代フォークランド子爵ルーシャス・プランタジネット・ケアリー (1880–1961)
- 14代フォークランド子爵ルーシャス・ヘンリー・チャールズ・プランタジネット・ケアリー (1905–1984)
- 15代フォークランド子爵ルーシャス・エドワード・ウィリアム・プランタジネット・ケアリー（英語版） (b. 1935)
  - 現在の法定推定相続人はルーシャス・アレグザンダー・プランタジネット・ケアリー（英語版） (b. 1963).である。